# Queen Rocks
Queen Rocks je kompilacijski album britanskog rock sastava Queen objavljen 3. studenog 1997. godine. Album je selekcija hard rock hitova i "klasičnih" heavy brojeva sastava i predstavlja izvrsnu nadopunu standardnim Greatest Hits kompilacijama Queena. Osim što je album svojevrsni presjek rockerske strane grupe jedinstven je i po tome što su ovdje gotovo sve pjesme u svojim punim album verzijama za razliku od već spomenutih kompilacija.
 Uz dobro znane hard rock skladbe sastava na albumu se nalazi i nova verzija pop-rockera "I Can't Live With You" s mnogo žešćim gitarama i bubnjevima, te jedini zajednički studijski uradak preostale trojice članova sastava "No One But You (Only The Good Die Young)" koji je izdan i kao singl, te je posvećen svima onima koji su prerano napustili ovaj svijet: Princeza Diana, Freddie Mercury, Buddy Holly, Jimi Hendrix, Kurt Cobain, Keith Moon, Elvis Presley, Janis Joplin, Jim Morrison, Phil Lynott, Bob Marley i John Lennon.
 Kompilacijom očekivano dominira gitarist Brian May koji je autor 12 pjesama od 18 koliko ih je na albumu od kojih neke predstavljaju vrhunac njegovog gitarističkog opusa. Jedina zamjerka albumu je neuvrštavanje rockerskih standarda sastava koje je napisao i skladao Queenov pjevač Freddie Mercury poput "Liar", "Ogre Battle", "Death On Two Legs" i "Princes Of The Universe", koje su očito smatrane previše progresivnima za ovu kompilaciju.

## Popis pjesama
1. "We Will Rock You"
2. "Tie Your Mother Down"
3. "I Want It All"
4. "Seven Seas of Rhye"
5. "I Can't Live With You" (1997. Rocks retake)
6. "Hammer To Fall"
7. "Stone Cold Crazy"
8. "Now I'm Here"
9. "Fat Bottomed Girls"
10. "Keep Yourself Alive"
11. "Tear It Up"
12. "One Vision"
13. "Sheer Heart Attack"
14. "I'm In Love With My Car"
15. "Put Out The Fire"
16. "Headlong"
17. "It's Late"
18. "No One But You (Only The Good Die Young)"

## Pjesme
1. "We Will Rock You" (May) - Objavljena 1977. godine na albumu "News of the World" i 1981. godine na kompilaciji "Greatest Hits"
2. "Tie Your Mother Down" (May) - Objavljena 1976. godine na albumu "A Day at the Races"
3. "I Want It All" (May) - Objavljena 1989. godine na albumu "The Miracle", a editirana singl verzija na kompilaciji "Greatest Hits II" iz 1991. godine
4. "Seven Seas of Rhye" (Mercury) - Objavljena 1974. godine na albumu "Queen II" i 1981. godine na kompilaciji "Greatest Hits"
5. "I Can't Live With You" (May) (1997 Rocks retake) - Originalna pjesma objavljena 1991. godine na albumu "Innuendo"
6. "Hammer to Fall" (May) - Objavljena 1984. godine na albumu "The Works", a editirana singl verzija na kompilaciji "Greatest Hits II" iz 1991. godine
7. "Stone Cold Crazy" (Deacon - May - Mercury - Taylor) - Objavljena 1974. godine na albumu "Sheer Heart Attack"
8. "Now I'm Here" (May) - Objavljena 1974. godine na albumu "Sheer Heart Attack" i 1981. godine na kompilaciji "Greatest Hits".
9. "Fat Bottomed Girls" (May) - Objavljena 1978. godine na albumu "Jazz", a editirana singl verzija na kompilaciji "Greatest Hits" iz 1981. godine
10. "Keep Yourself Alive" (May) - Objavljena 1973. godine na albumu "Queen"
11. "Tear It Up" (May) - Objavljena 1984. godine na albumu "The Works"
12. "One Vision" (Mercury - May - Taylor - Deacon) - Objavljena 1986. godine na albumu "A Kind of Magic", a editirana singl verzija na kompilaciji "Greatest Hits II" iz 1991. godine
13. "Sheer Heart Attack" (Taylor) - Objavljena 1977. godine na albumu "News of the World"
14. "I'm in Love with My Car" (Taylor) - Objavljena 1975. godine na albumu "A Night at the Opera"
15. "Put Out the Fire" (May) - Objavljena 1982. godine na albumu "Hot Space"
16. "Headlong" (May) - Objavljena 1991. godine na albumu "Innuendo" i iste godine na kompilaciji "Greatest Hits II"
17. "It's Late" (May) - Objavljena 1977. godine na albumu "News of the World"
18. "No One But You" (Only the Good Die Young) (May)